# Pseudonœud

Mécanisme de formation d'un pseudonœud

Un pseudonœud est un élément de structure de l'ARN. Un pseudonœud se forme à partir d'une structure en tige et boucle, lorsque des nucléotides de la boucle s'apparient avec une autre région de l'ARN situé à l'extérieur de la tige. Il en résulte une structure avec deux hélices dans laquelle un seul des brins d'une des hélices correspond à une région située entre les deux segments correspondant aux brins de l'autre hélice. Ce type de structure a d'abord été identifié à l'extrémité 3' de l'ARN génomique viral de plusieurs virus de plantes, comme le virus de la mosaïque jaune du navet. On les appelle des pseudonœuds, car l'enlacement de structures auquel ils donnent naissance ne correspond pas à un nœud, au sens topologique du terme : si on "tire" sur les deux extrémités de l'ARN, la structure se défait. Ceci impose une contrainte sur les pseudonœuds : ils sont forcément de taille limitée, la plus courte des deux hélices ne pouvant dépasser neuf à dix paires de bases. Au delà, le pas de l'hélice d'ARN étant de 10 à 11 paires de bases par tour, l'enlacement des brins du duplex conduit à la formation d'un véritable nœud au sens topologique.
Un pseudonœud comporte donc toujours deux segments d'hélice et dans toutes les structures qui ont été résolues, ces deux segments sont empilés de manière coaxiale, ce qui donne une structure continue, le plus souvent très stable. Les pseudonœuds sont souvent impliqués dans des interactions à longue distance stabilisant la structure tridimensionnelle de l'ARN. On en trouve parfois sur des ARN messagers, ils jouent alors un rôle dans le décalage programmé du cadre de lecture par le ribosome, un mécanisme employé par certains virus pour permettre la traduction de protéines virales minoritaires. Certains isolats du VIH utilisent par exemple un pseudonœud pour permettre la traduction de gène pol correspondant à la transcriptase inverse du virus.

Exemple de pseudonœud présent dans l'ARN de la télomérase humaine